# Фибромиалгија
Фибромиалгија припада групи обољења која се зову синдром дифузног идиопатског мишићно-скелетног бола. Узрок настанка ове болести није познат.

## Клиничка слика
Фибромиалгију карактерише дуготрајни, распрострањени бол у мишићима и костима, осетљивост појединих тачака у меким ткивима (у мишићима и тетивама) и изражена малаксалост и умор. Болесници осећају бол, који нема јасну локализацију, дубоко у телу, у мишићима и костима. Јачина бола је веома субјективна, а осећа се са обе стране тела и у рукама и ногама.
Друга главна тегоба је тежак умор и малаксалост, због чега је смањена физичка способност. Болесници се често жале на опште тегобе, као што су главобоља и укоченост. Имају осећај да им је рука или нога утрнута и отечена, иако тај оток није стварно присутан. Ови симптоми изазивају тескобу и потиштеност.

## Дијагноза
Дијагноза се поставља на основу податка о присуству бола у четири подручја тела. По свом карактеру бол је непрекидан и траје дуже од 3 месеца. Истовремено лекар прегледом открива да постоји осетљивост најмање 11 од укупно 18 тачака на карактеристичним местима на телу. Болну осетљивост појединих тачака на телу лекар оцењује притиском палца или помоћу долориметра. То је апарат којим може прецизно да се измери јачина бола.

## Лечење
Главни циљ терапије је да се смањи напетост коју ова болест изазива код болесника. У лечењу учествује тим специјалиста различитих профила. Важно је спровести поступни програм за јачање кардиоваскуларног система, за шта је добро пливање. Други облик лечења је саветовање и лечење које спроводи психолог, појединачно или у групи. Понекад је довољно употребити специјални јастук који одржава правилан положај врата за време сна.

## Клиничко испитивање
Ново клиничко испитивање лека ИМЦ-1 који је комбинација лекова за ХСВ-1(фамцикловир) и анти-упалног лека (целеkоксиб). После завршене 2 фазе клиничка студија је показала да је дошло до смањења фибромиалгија повезаних симптома.